# Kõrvalmaantee 11203
De Kõrvalmaantee 11203 is een tertiaire weg in de Estische provincie Harjumaa en verbindt Tammiku (Kõrvalmaantee 11202) met Kolu (Põhimaantee 2) en andersom. De weg is 7,1 kilometer lang en loopt door de gemeente Kose. Per etmaal rijden er 500 à 1000 auto's over de weg.
De Kõrvalmaantee 11203 begint bij de eerste 34 kilometer van de Põhimaantee 2 nabij Kolu en Saula. De weg loopt vervolgens door de dorpen Nõrava, Oru, Kata en uiteindelijk door Tammiku. Bij Tammiku eindigt ze bij een kruising met de Kõrvalmaantee 11202. Er zijn daarnaast ook nog drie bushaltes aan de weg: Sepiku, Oru en Pärtlimägi.